# VV Fortuna in het seizoen 1957/58
Het seizoen 1957/1958 was het derde jaar in het bestaan van de Vlaardingense betaaldvoetbalclub Fortuna. De club kwam uit in de Eerste divisie B en eindigde daarin op de 13e plaats. Tevens deed de club mee aan het toernooi om de KNVB beker, hierin werd in de tweede ronde verloren van 't Gooi (0–2).

## Wedstrijdstatistieken

### Eerste divisie B
|       | Eindhoven | Haarlem | Helmondia '55 | Hermes DVS | KFC   | Leeuwarden | Limburgia | RCH   | Rigtersbleek | SHS   | Sittardia | Stormvogels | De Volewijckers | Wageningen | Xerxes |
| ----- | --------- | ------- | ------------- | ---------- | ----- | ---------- | --------- | ----- | ------------ | ----- | --------- | ----------- | --------------- | ---------- | ------ |
| Thuis | 1 – 5     | 3 – 2   | 4 – 2         | 3 – 6      | 1 – 1 | 1 – 5      | 3 – 0     | 2 – 1 | 2 – 3        | 0 – 3 | 0 – 3     | 2 – 4       | 1 – 1           | 5 – 3      | 2 – 2  |
| Uit   | 2 – 2     | 2 – 3   | 2 – 0         | 1 – 1      | 2 – 4 | 2 – 0      | 4 – 1     | 5 – 1 | 2 – 2        | 1 – 1 | 4 – 0     | 7 – 1       | 0 – 0           | 3 – 3      | 0 – 2  |

### KNVB beker
| 1e ronde                                               | Fortuna                                                            | 5 – 1 (4 – 1) | Zwijndrecht |
| 26 december 1957 Plaats: Vlaardingen Floreslaan        | G. van Loon 6' (e.d.) Jan van den Berg 10', 21', –' 30' Jan Bouman |               | De Leeuw    |
| 2e ronde                                               | 't Gooi                                                            | 2 – 0 (1 – 0) | Fortuna     |
| 12 april 1958 Plaats: Hilversum Gemeentelijk Sportpark | Joop Klinkenberg 40', 50'                                          |               |             |

## Statistieken Fortuna 1957/1958

### Eindstand Fortuna in de Nederlandse Eerste divisie B 1957 / 1958
| Stand | Gespeeld | Gewonnen | Gelijk | Verloren | Punten | Doelpunten voor | Doelpunten tegen |
| ----- | -------- | -------- | ------ | -------- | ------ | --------------- | ---------------- |
| 13e   | 30       | 8        | 9      | 13       | 25     | 51              | 77               |

### Topscorers
| #                    | Naam              | Goal |
| -------------------- | ----------------- | ---- |
| 1.                   | Jan van den Berg  | 13   |
| 2.                   | Izak Smits        | 11   |
| 3.                   | Jan Bouman        | 9    |
| 4.                   | Jan van de Borden | 5    |
| 4.                   | Gerrit Swaneveld  | 5    |
| 6.                   | Leen de Korver    | 3    |
| 7.                   | Roel Hiwat        | 1    |
| 7.                   | Sjaak Jansen      | 1    |
| 7.                   | Wim van Wolferen  | 1    |
| Onbekende doelpunten |                   |      |
| –                    | Onbekend          | 2    |
| Totaal               | Totaal            | 51   |

| #              | Naam                      | Goal |
| -------------- | ------------------------- | ---- |
| 1.             | Jan van den Berg          | 3    |
| 2.             | Jan Bouman                | 1    |
| Eigen doelpunt |                           |      |
| –              | G. van Loon (Zwijndrecht) | 1    |
| Totaal         | Totaal                    | 5    |